# Coward
|  | Per a altres significats, vegeu «Henry Coward». |

Coward és una població del Comtat de Florence a l'estat de Carolina del Sud (Estats Units d'Amèrica).

## Demografia
Segons el cens del 2000, Coward tenia 650 habitants
, 246 habitatges i 178 famílies. La densitat de població era de 73,4 habitants/km².
Dels 246 habitatges en un 32,9% hi vivien nens de menys de 18 anys, en un 56,1% hi vivien parelles casades, en un 12,2% dones solteres, i en un 27,6% no eren unitats familiars. En el 24,8% dels habitatges hi vivien persones soles el 8,1% de les quals corresponia a persones de 65 anys o més que vivien soles. El nombre mitjà de persones vivint en cada habitatge era de 2,64 i el nombre mitjà de persones que vivien en cada família era de 3,17.
Per edats la població es repartia de la següent manera: un 26,2% tenia menys de 18 anys, un 9,7% entre 18 i 24, un 28,8% entre 25 i 44, un 25,5% de 45 a 60 i un 9,8% 65 anys o més.
L'edat mediana era de 35 anys. Per cada 100 dones de 18 o més anys hi havia 94,3 homes.
La renda mediana per habitatge era de 28.182$ i la renda mediana per família de 30.208$. Els homes tenien una renda mediana de 28.977$ mentre que les dones 17.039$. La renda per capita de la població era de 12.711$. Entorn del 16,1% de les famílies i el 24,4% de la població estaven per davall del llindar de pobresa.

## Poblacions properes
El següent diagrama mostra les poblacions més properes.